# District de Malema
Le district de Malema est une subdivision administrative de la province de Nampula au nord du Mozambique. En 2007, sa population est de 164 898 habitants.

## Source de la traduction
- (en) Cet article est partiellement ou en totalité issu de l’article de Wikipédia en anglais intitulé « Malema (distrito) » (voir la liste des auteurs).